# Evadne (figlia di Pelia)
Nella mitologia greca, Evadne era una delle tre figlie del re Pelia. 

## Mito
Pelia, il padre di Evadne, era nemico di Giasone; la compagna dell'eroe Medea, quindi, entrò sotto mentite spoglie nel palazzo reale con l'intento di uccidere Pelia. Con l'inganno, ella convinse il re di essere in grado di farlo diventare di nuovo giovane: fattolo addormentare, ordinò a Evadne e alle sue sorelle, Alcesti e Anfinome di farlo a pezzi e a gettare le sue membra in un calderone che, secondo la spiegazione di Medea, avrebbe dovuto farlo ringiovanire.
La maga però, fece in modo che l'incantesimo non funzionasse, ottenendo la morte del re.

### Fonti
- Apollonio Rodio, Libro I 232
- Pseudo-Apollodoro, Libro I -  9, 16 e 27
- Diodoro Siculo, Libro IV 50 – 51,1 -53,1
- Pausania, Periegesi della Grecia, Libro VIII 11,2

### Moderna
- Robert Graves, I miti greci, Milano, Longanesi, ISBN 88-304-0923-5.
- Angela Cerinotti, Miti greci e di Roma antica, Prato, Giunti, 2005, ISBN 88-09-04194-1.
- Anna Ferrari, Dizionario di mitologia, Litopres, UTET, 2006, ISBN 88-02-07481-X.
- Anna Maria Carassiti, Dizionario di mitologia classica, Roma, Newton, 2005, ISBN 88-8289-539-4.
- Pierre Grimal, La mitologia greca, Roma, Newton, 2006, ISBN 88-541-0577-5.